# Swarm Peak
Swarm Peak är en bergstopp i Antarktis. Den ligger i Västantarktis. Inget land gör anspråk på området. Toppen på Swarm Peak är 610 meter över havet.
Terrängen runt Swarm Peak är huvudsakligen kuperad, men den allra närmaste omgivningen är platt. Trakten är obefolkad. Det finns inga samhällen i närheten. 